# Operation D
Die Operation D war die Eroberung der Inselgruppen der Andamanen und Nikobaren im Golf von Bengalen durch die Kaiserlich Japanische Armee am 23. März 1942 während des Pazifikkriegs im Zweiten Weltkrieg.
Sie diente in erster Linie zur Deckung der linken Flanke der japanischen Streitkräfte bei der Vollendung ihrer Eroberung Burmas während der Operation B und in zweiter Linie um den Briten Stützpunkte vorzuenthalten, von wo aus sie mögliche Vorbereitungen eines amphibischen Angriffs zur Rückeroberung von Südburma und/oder Nordmalaya treffen könnten.

## Die Situation auf den Inseln
Auf den Andamanen lebten zu Beginn des Krieges etwa 40.000 Menschen, davon geschätzt 4.000 Ureinwohner in totaler Abgeschiedenheit, ohne jeglichen Kontakt zu Regierungsstellen.
Die bergigen Nikobaren waren größtenteils unbewohnt. Die meisten Einwohner lebten auf der nördlichen Insel Car Nicobar.
Im Januar 1942 war eine britische Milizeinheit auf den Andamanen stationiert, die sich aus 23 britischen Offizieren und 300 indischen Sikhs zusammensetzte. Im selben Monat traf eine Gurkha-Abteilung des 4/12 Grenzregiments der 16. Brigade ein. Die Stationierung von Flugzeugen beschränkte sich auf zwei Lysander der britischen Armee. Das einzige, dort stationierte Schiff, der Minensucher der britisch-indischen Marine, die Sophie Marie, sank am 1. März vor der Küste, nachdem es auf eine Seemine gelaufen war.
Am Tag der feindlichen Landung auf Sumatra wurde die kleine britische Garnison in Port Blair auf den Andamanen mit dem Truppentransporter Neuralia ausgeschifft. Port Blair wurde am 24. Februar zum ersten Mal von japanischen Flugzeugen bombardiert, und danach kam es häufig zu Aufklärungsflügen über den Inseln, und es war klar, dass sie bald von den Japanern okkupiert würden.
Am 8. März wurde Rangun evakuiert und Port Blair in den Andamanen wurde dadurch noch unsicherer. Mit der Evakuierung von Rangun wurde auch die Gurkha-Abteilung wieder aus Port Blair zurückgezogen und nach Akyab auf der Arakan-Halbinsel geschickt. Die britischen Frauen und Kinder sowie die indischen Hindu-Priester verließen das Land am 10. März 1942.

## Die Landung
Am 20. März lief ein Verband mit einem Bataillon der 18. Division auf 9 Transportern von Penang aus und besetzte am 23. März Port Blair auf den Andamanen.

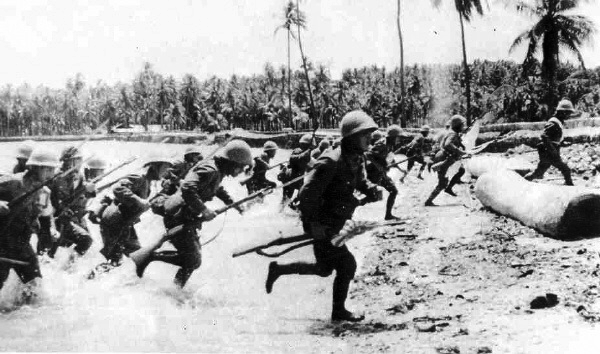
Japanische Soldaten landen auf den Andamanen

Die Deckungsgruppe bestand aus dem Malaya-Geschwader unter dem Kommando von Vizeadmiral Ozawa Jisaburō mit den Kreuzern Chokai, Kumano, Suzuya, Mikuma und Mogami. Dazu der Flugzeugträger Ryūjō, die Leichten Kreuzer Sendai und Yura sowie 11 Zerstörer der Zerstörergeschwader 3 und Zerstörerdivisionen 19 und 20. Weitere Einheiten waren Minensuchboote, Begleitschiffe und der östlich der Nikobaren operierende Wasserflugzeugtender Sagara Maru
Die Landungen verliefen ohne Widerstand und die einheimische Bevölkerung hatte weiße Fahnen herausgehängt. Nachdem die auf den Inseln verbliebene lokale Miliz entwaffnet worden war ließen die Japaner 425 Strafgefangene als Geste an die lokale Bevölkerung frei. Die noch anwesenden britischen Offiziere wurden in das Outram-Gefängnis in Singapur geschickt, während die Sikhs mit der Option interniert wurden, sich der INA-Armee von Subhash Chandra Bose anzuschließen, was die meisten von ihnen taten.
Am 26. März trafen sechs Flugboote der ersten Luftabteilung der kaiserlichen Marine ein sowie zwölf weitere am folgenden Wochenende. Die Verteidigung der Andamanen fiel an das neu gebildete Jagdgeschwader der Kanoya Kokutai in Tavoy im Süden Burmas.

## Nach der Landung
Während der Besatzungszeit war die 35. Unabhängige Gemischte Brigade unter dem Kommando von Generalmajor Yoshisuke Inoue auf den Inseln stationiert.
Zwischen dem 19. Januar und dem 21. März 1943 führte die britische Special Operations Executive zusammen mit den Niederländern im Rahmen der Operation Baldhead einige Spionageaktionen auf den Inseln durch.
Die Japaner kapitulierten offiziell am 15. August 1945 an Bord eines britischen Kriegsschiffs.